# Ewald A. Boucke
Ewald August Boucke (* 15. August 1871 in Bremerhaven; † 5. Januar 1943 in Heidelberg) war ein deutscher Literarhistoriker.

## Leben
Nach der Promotion bei Friedrich Kluge 1894 unterrichtete er an der University of Michigan. Ab 1921 lehrte er am Germanistischen Seminar der Universität Heidelberg als außerordentlicher Professor neuere deutsche und skandinavische Literatur.

## Schriften (Auswahl)
- P. Augustin Dornblüths Observationes. München 1895. books.google.de
- Wort und Bedeutung in Goethes Sprache. Berlin 1901. archive.org
- Goethes Weltanschauung auf historischer Grundlage. Ein Beitrag zur Geschichte der dynamischen Denkrichtung und Gegensatzlehre. Stuttgart 1907.
- Aufklärung, Klassik und Romantik. Eine kritische Würdigung von H. Hettners Literaturgeschichte des 18. Jahrhunderts. Braunschweig 1925.